# 終わらない夏に
『終わらない夏に』（おわらないなつに）は、1994年6月15日に発売されたTUBE14作目のオリジナル・アルバム（初回限定盤CD:SRCL2912/3,CT:SRTL1910）。CD通常盤が同週6月18日発売（CD:SRCL2914）。2003年7月2日に再発売（AICL1465）。

## 概要
- 帯キャッチコピーは「我が輩は夏である!!」。
- デビューから前作まで長戸大幸がプロデュースを担っていたが、本作より完全セルフプロデュースに移行する。
- 初回限定盤は「CDキャリングケース・TUBE缶（金色）」付属で、オリジナルポストカード5枚封入。特典は前年発売の『浪漫の夏』と似ているが、TUBE缶の仕様・色（銀色）が異なる。
- CDジャケットはメキシコで撮影された。
- オリコンチャートで初めてミリオンを突破（初回盤・通常盤を合算した場合）。日本レコード協会では本作以外にもゴールド認定があるが、オリコンでのオリジナルアルバムのミリオンは本作のみ。
- 7曲目「傷だらけのHero」は「TUBE LIVE AROUND 2008 YOUBEST」ランキング第1位。2009年2月24日放送のテレビ番組『誰も知らない泣ける歌』では、栃東のお気に入り曲で彼に本曲を紹介したのは千代大海。女子プロレスラーの長与千種や加藤園子が同曲を入場テーマとして使用している。
- 本作を携え恒例の野外ライブツアー「明治生命ラブストーリー青春 TUBE LIVE AROUND SPECIAL ’94　F・S・F(Fun in the Sun with Friends)」を全国10か所で開催した。このライブは同年12月12日発売の映像作品『TUBE LIVE AROUND SPECIAL '94 F・S・F The Concert & Documentary』で観ることができる。

## 収録曲
| 全作詞: 前田亘輝、全作曲: 春畑道哉、全編曲: TUBE。 |                                |          |            |      |
| #                                                  | タイトル                       | 作詞     | 作曲・編曲 | 時間 |
| 1.                                                 | 「もう負けないよ」             | 前田亘輝 | 春畑道哉   | 4:56 |
| 2.                                                 | 「夏を抱きしめて」             | 前田亘輝 | 春畑道哉   | 4:22 |
| 3.                                                 | 「終わらない夢に」             | 前田亘輝 | 春畑道哉   | 4:39 |
| 4.                                                 | 「My summer girl」             | 前田亘輝 | 春畑道哉   | 4:33 |
| 5.                                                 | 「それでも恋は素敵」           | 前田亘輝 | 春畑道哉   | 4:46 |
| 6.                                                 | 「Secret」                     | 前田亘輝 | 春畑道哉   | 4:32 |
| 7.                                                 | 「傷だらけのHero」             | 前田亘輝 | 春畑道哉   | 4:06 |
| 8.                                                 | 「Tシャツとブルージーンズと…」 | 前田亘輝 | 春畑道哉   | 4:11 |
| 9.                                                 | 「一人になっちゃった」         | 前田亘輝 | 春畑道哉   | 4:33 |
| 10.                                                | 「Horizon」                    | 前田亘輝 | 春畑道哉   | 3:59 |
| 11.                                                | 「夏よありがとう」             | 前田亘輝 | 春畑道哉   | 5:46 |

## タイアップ
もう負けないよ
- 明治生命CMソング

夏を抱きしめて
- トヨタ自動車「カローラセレス」CMソング

終わらない夢に
- 読売テレビ・日本テレビ系『鳥人間コンテスト選手権大会』1996年度テーマソング

傷だらけのHero
- 朝日放送・テレビ朝日系『熱闘甲子園』オープニングテーマ
- 奈良テレビ『ドラマティックナイン』エンディングテーマ

Horizon
- 明治生命CMソング

夏よありがとう
- 日本テレビ系『第14回全国高等学校クイズ選手権』エンディングテーマ
- 朝日放送・テレビ朝日系『熱闘甲子園』エンディングテーマ

## ゲストミュージシャン
- 小野塚晃 （DIMENSION）- キーボード、サウンドアドバイザー
- 沓野行秀 （Riding）- パーカッション
- 勝田一樹 （DIMENSION）- サックス
- 下神龍哉 - トランペット
- 木幡光邦 - トランペット
- 佐々木史郎（Orquesta De La Luz）- トランペット
- 中路英明 - トロンボーン（Orquesta De La Luz）
- Hiiro Strings - ストリングス
- 伊藤一義 （Riding）- コーラス
- 栗林誠一郎 - コーラス
- 生沢佑一 - コーラス
- 牧穂エミ - コーラス
- 鈴木康志 - コーラス

## クレジット
- TUBE - プロデューサー
- 小松久 - 原盤制作ディレクター
- 中島正雄 - スーパーバイザー
- 相原雅之 - レコーディング、ミックス
- 細野晋司 - フォトグラファー
- 鈴木謙一 - アートディレクター
- 東郷武司 - デザイン
- B・M・F - エグゼクティブ・プロデューサー
- 橋爪健康 - エグゼクティブ・プロデューサー
- 菅原潤一 - エグゼクティブ・プロデューサー